# Leopold Günther
Leopold Günther (24. března 1861, Velký Šenov – 24. října 1935, tamtéž) byl sudetoněmecký hudební skladatel a učitel hudby působící v Prachaticích.

## Život
Leopold Günther pocházel se svojí rodinou ze Šluknovského výběžku. Oženil se s dcerou státního úředníka původem z Bohušovic nad Ohří, která byla rovněž sudetská Němka. Oba dva se později přestěhovali do Prachatic, kde Günther vyučoval na prachatickém gymnáziu hudbu. V Prachaticích žil Günther celkem dvacet roků, ke konci svého pobytu byl také ředitelem místního studentského domu pro německé studenty (dnes Základní škola Prachatice, Zlatá stezka 240). Později se přestěhoval do Freistadtu v Horních Rakousech a Salcburku. Během svého pobytu v rakouském městě složil hudbu pro divadelní hru svého syna, Královnu květin. Kromě toho Günther napsal i řadu básní, které byly později v České republice vydány prostřednictvím Kohoutího kříže. Na stáří se odstěhoval zpět do svého rodného města, kde zemřel.